# Zanzibars flagga
Zanzibars flagga är flaggan för ön Zanzibar i Tanzania. Zanzibar var självständigt under en kort period efter självständigten från Storbritannien från december 1963 fram till 26 april 1964 när de gick samman med Tanganyika och bildade Tanzania. Den moderna flaggan för Tanzania baserar sig på Tanganyikas och Zanzibars tidigare flaggor.
På Zanzibar används en unionsflagga, den zanzibariska flaggan med den tanzaniska i övre hörnet.

## Zanzibars flaggor

Sultanatet Omans flagga. Zanzibar var en omansk besittning 1698-1856
Sultanatet Zanzibars flagga 1856 - 1896